# Rogier I van Foix
Rogier I van Foix (overleden in 1064) was van 1034 tot aan zijn dood graaf van Foix. Vanaf 1050 bestuurde hij eveneens een deel van het graafschap Carcassonne. Hij behoorde tot het huis Foix.

## Levensloop
Rogier I was de tweede zoon van graaf Bernard Rogier van Foix en diens echtgenote Garsenda van Bigorre. Na de dood van zijn vader in 1034 erfde Rogier I het graafschap Foix, terwijl zijn oudere broer Bernard II het graafschap Bigorre en zijn jongere broer Peter het graafschap Couserans erfde. Rogier bleef wel de grafelijke rechten op Couserans behouden. Ook was hij de eerste graaf van Foix die zich effectief graaf liet noemen.
Ook in 1034 sloot Rogier een erfverdrag met zijn oom, bisschop Peter Rogier van Girona. Door dit erfverdrag zou Rogier na de dood van zijn oom diens niet-kerkelijke bezittingen erven: Peter Rogier bezat namelijk een deel van het graafschap Carcassonne. In ruil was Rogier bereid om zijn oom tot leenheer te erkennen en hem het regentschap voor zijn eventuele opvolgers in Foix over te dragen in het geval dat Rogier vroeg zou sterven. Dit laatste gebeurde niet en na de dood van zijn oom in 1050 kon Rogier diens deel van het graafschap Carcassonne erven.
In Carcassonne kon Rogier in 1064 zijn positie versterken toen hij van zijn neef Rogier III de erfrechten over de overige delen van het graafschap overhandigd kreeg. De neven verdeelden de rechtspraak en Rogier I moest aan Rogier III beloven om hem te helpen tegen iedere agressor. Hierbij keek Rogier III vooral naar de graven van Toulouse, die hij kort daarvoor als leenheer van Carcassonne moest erkennen.
Kort daarna stierf Rogier I. Hij was gehuwd met een onbekende vrouw, maar dit huwelijk had geen nakomelingen opgeleverd. Hierdoor ging het graafschap Foix na zijn dood naar zijn neef Rogier II, terwijl zijn neef Rogier III zijn bezittingen in het graafschap Carcassonne erfde en zo dit graafschap kon herenigen.